# Everardia maguireana
Everardia maguireana är en halvgräsart som beskrevs av Tetsuo Michael Koyama. Everardia maguireana ingår i släktet Everardia och familjen halvgräs. Inga underarter finns listade i Catalogue of Life.